# Geomag
Geomag, stiliseret som GEOMAG, er et magnetisk konstruktionslegetøj, der bliver produceret i  Novazzano, Schweiz. Det består af stænger med neodymiummagneter i begge ender, der der er coated med polypropylen, og en nikkel-coated metalkugle. De magnetiske kræfter tillader at delene sættes sammen til forskellige geometriske former. Opfinder Claudio Vicentelli fik patent på produktet i 1998.
Siden grundlæggelsen har firmaet bag produktet udvidet porteføljen til oppe at omfatte til andre typer legetøj, der omtales som Geomag PRO. 

## Hæder
- 2002 Parents' Choice Award "Geomag"[3]
- 2004 Dr. TOy "The Best Advice on Children’s Products"  Geomag - Color - 44 pcs[4]
- 2004 Gold Award Winners Nappa[5]
- 2004 Parents' Choice Award "Geomag Color 96 Kit"[6]
- 2004 Parents' Choice Award "Geomag Panel 125 Kit"[7]
- 2004 Toy Retailer Association "Construction Toy of the Year"[8]
- 2005 Oppenheim Toy Portfolio Best Toy Award Gold Seal[9]
- 2005 Parents' Choice Award "Geomag Pastelles 42"[10]
- 2005 Parents' Choice Award "Magnetic Challenge"[11]
- 2005 Tillywig Toy & Media Awards "G333 Glow Moon Explorer"[12]
- 2005 TOTY "Special toy of the year"[13]
- 2006 Parents' Choice Award "Geomag Dynamic Master"[14]
- 2006 Kids Superbrand[15]
- 2012 Editors' Recommended Specialty Toy "GEOMAG E-Motion Power Spin 24 pc"[16]
- 2012 Editors' Recommended Specialty Toy "Geomag Pink - 66 pc"[17]
- 2012 Space Age Award in the category 'Little Scientists.' "Geomag GLOW Moon Explorer"[18]
- 2013 Editors' Recommended Specialty Toy "KOR Geomag - Aki"[19]